# Indische Cricket-Nationalmannschaft in Südafrika in der Saison 2006/07
Die Tour der indischen Cricket-Nationalmannschaft nach Südafrika in der Saison 2006/07 fand vom 19. November 2006 bis zum 6. Januar 2007 statt. Die internationale Cricket-Tour war Bestandteil der Internationalen Cricket-Saison 2006/07 und umfasste drei Tests, fünf ODIs und ein Twenty20s. Südafrika gewann die Test-Serie 2–1 und die ODI-Serie mit 4–0, während Südafrika die Twenty20-Serie mit 1–0 gewonnen wurde.

## Vorgeschichte
Beide Teams spielten zuvor in der ICC Champions Trophy 2006, bei dem Südafrika im Halbfinale und Pakistan in der Vorrunde ausschied.
Das letzte Aufeinandertreffen der beiden Mannschaften bei einer Tour fand in der Saison 2005/06 in Indien statt.

## Stadien
Die folgenden Stadien wurden für die Tour als Austragungsort vorgesehen und am 1. Juni 2006 bekanntgegeben:
| Stadion                  | Stadt          | Kapazität | Spiele                  |
| ------------------------ | -------------- | --------- | ----------------------- |
| Centurion Park           | Centurion      | 22.000    | 5. ODI                  |
| Sahara Stadium Kingsmead | Durban         | 25.000    | 2. ODI; 2. Test         |
| Wanderers Stadium        | Johannesburg   | 34.000    | 1. ODI; 1. T20; 1. Test |
| Newlands Cricket Ground  | Kapstadt       | 25.000    | 3. ODI; 3. Test         |
| Sahara Oval St George's  | Port Elizabeth | 19.000    | 4. ODI                  |

## Kaderlisten
Indien benannte seinen ODI-Kader am 30. Oktober und seinen Test-Kader am 30. November 2006.
Südafrika benannte seinen ODI-Kader am 9. November und seinen Test-Kader am 7. Dezember 2006.
| Test | Test | ODI | ODI | Twenty20 | Twenty20 |
| Südafrika | Indien | Südafrika | Indien | Südafrika | Indien |
| --- | --- | --- | --- | --- | --- |
| - Graeme Smith (K) - Paul Adams - Hashim Amla - Nicky Boje - Mark Boucher (wk) - AB de Villiers - Herschelle Gibbs - Andrew Hall - Jacques Kallis - André Nel - Makhaya Ntini - Shaun Pollock - Ashwell Prince - Jacques Rudolph - Dale Steyn | - Rahul Dravid (K) - Mahendra Singh Dhoni (wk) - Sourav Ganguly - Wasim Jaffer - Dinesh Karthik - Zaheer Khan - Anil Kumble - VVS Laxman - Munaf Patel - Virender Sehwag - Vikram Singh - Sreesanth - Sachin Tendulkar | - Graeme Smith (K) - Loots Bosman - Mark Boucher (wk) - AB de Villiers - Boeta Dippenaar - Herschelle Gibbs - Andrew Hall - Jacques Kallis - Justin Kemp - Charl Langeveldt - André Nel - Makhaya Ntini - Robin Peterson - Shaun Pollock | - Rahul Dravid (K) - Ajit Agarkar - Mahendra Singh Dhoni (wk) - Harbhajan Singh - Wasim Jaffer - Mohammad Kaif - Dinesh Karthik - Zaheer Khan - Anil Kumble - VVS Laxman - Dinesh Mongia - Munaf Patel - Irfan Pathan - Suresh Raina - Virender Sehwag - Sreesanth - Sachin Tendulkar | - Graeme Smith (K) - Loots Bosman - AB de Villiers (wk) - Herschelle Gibbs - Tyron Henderson - Justin Kemp - Charl Langeveldt - Albie Morkel - Robin Peterson - Roger Telemachus - Johannes van der Wath | - Virender Sehwag (K) - Ajit Agarkar - Mahendra Singh Dhoni (wk) - Rahul Dravid - Harbhajan Singh - Wasim Jaffer - Mohammad Kaif - Dinesh Karthik - Zaheer Khan - Anil Kumble - VVS Laxman - Dinesh Mongia - Munaf Patel - Irfan Pathan - Suresh Raina - Sreesanth - Sachin Tendulkar |

## Tour Matches
| 16. November Scorecard | Benoni | Rest of South Africa 255-8 (50)          | – | Indians 218 (49.1) |
|                        |        | Rest of South Africa gewinnt mit 37 Runs |   |                    |

| 7. – 10. Januar Scorecard | Potchefstroom | Indians 316-7 (85) & 142 (53.4) | – | Rest of South Africa 138 (31.4) & 224 (48.5) |
|                           |               | Indians gewinnt mit 96 Runs     |   |                                              |

## One-Day Internationals

### Erstes ODI in Johannesburg
| 19. November Scorecard | Johannesburg | Südafrika      | – | Indien |
|                        |              | Spiel abgesagt |   |        |

### Zweites ODI in Durban
| 22. November Scorecard | Durban | Südafrika 248-8 (50)           | – | Indien 91 (29.1) |
|                        |        | Südafrika gewinnt mit 157 Runs |   |                  |

### Drittes ODI in Kapstadt
| 26. November Scorecard | Kapstadt | Südafrika 274-7 (50)           | – | Indien 168 (41.3) |
|                        |          | Südafrika gewinnt mit 106 Runs |   |                   |

### Viertes ODI in Port Elizabeth
| 29. November Scorecard | Port Elizabeth | Südafrika 243-8 (50)          | – | Indien 163 (38.1) |
|                        |                | Südafrika gewinnt mit 80 Runs |   |                   |

### Fünftes ODI in Centurion
| 3. Dezember Scorecard | Centurion | Indien 200-9 (50)               | – | Südafrika 201-1 (31.2) |
|                       |           | Südafrika gewinnt mit 9 Wickets |   |                        |

## Twenty20 International in Johannesburg
| 1. Dezember Scorecard | Johannesburg | Südafrika 126-9 (20)         | – | Indien 127-4 (19.5) |
|                       |              | Indien gewinnt mit 6 Wickets |   |                     |

## Tests

### Erster Test in Johannesburg
| 15. – 19. Dezember Scorecard | Johannesburg | Indien 249 (79.5) & 236 (64.4) | – | Südafrika 84 (25.1) & 278 (86.5) |
|                              |              | Indien gewinnt mit 123 Runs    |   |                                  |

Der indische Spieler Sreesanth wurde auf Grund unsportlichen Verhaltens und falschfarbener Kleidungsstücke mit einer Geldstrafe belegt.

### Zweiter Test in Durban
| 26. – 30. Dezember Scorecard | Durban | Südafrika 328 (91.3) & 265-8d (67.4) | – | Indien 240 (77.5) & 179 (55.1) |
|                              |        | Südafrika gewinnt mit 174 Runs       |   |                                |

### Dritter Test in Kapstadt
| 2. – 6. Januar Scorecard | Kapstadt | Indien 414 (131.3) & 169 (64)   | – | Südafrika 373 (128.3) & 211-5 (64.1) |
|                          |          | Südafrika gewinnt mit 5 Wickets |   |                                      |

## Statistiken
Die folgenden Cricketstatistiken wurden bei dieser Tour erzielt.
| Tests            | Tests      | Tests   | Tests   | Tests   | Tests   | Tests   | Tests   | Tests   |
| Batting          | Batting    | Batting | Batting | Batting | Batting | Batting | Batting | Batting |
| Spieler          | Mannschaft | Spiele  | Innings | Runs    | Average | HS      | 100s    | 50s     |
| ---------------- | ---------- | ------- | ------- | ------- | ------- | ------- | ------- | ------- |
| Ashwell Prince   | Südafrika  | 3       | 6       | 306     | 61,20   | 121     | 1       | 1       |
| Graeme Smith     | Südafrika  | 3       | 6       | 227     | 37,83   | 94      | 0       | 3       |
| Sourav Ganguly   | Indien     | 3       | 6       | 214     | 42,80   | 66      | 0       | 2       |
| Sachin Tendulkar | Indien     | 3       | 6       | 199     | 33,16   | 64      | 0       | 2       |
| Shaun Pollock    | Südafrika  | 3       | 6       | 187     | 37,40   | 63*     | 0       | 1       |
| Bowling          |            |         |         |         |         |         |         |         |
| Spieler          | Mannschaft | Spiele  | Overs   | Wickets | Average | BBI     | 5W      | 10W     |
| Sreesanth        | Indien     | 3       | 115     | 18      | 21,94   | 5/40    | 1       | 0       |
| Makhaya Ntini    | Südafrika  | 3       | 101.4   | 15      | 23,93   | 5/48    | 1       | 0       |
| Anil Kumble      | Indien     | 3       | 134     | 14      | 24,71   | 4/117   | 0       | 0       |
| Shaun Pollock    | Südafrika  | 3       | 101.5   | 13      | 16,00   | 4/39    | 0       | 0       |
| Zaheer Khan      | Indien     | 3       | 116.5   | 13      | 30,38   | 4/62    | 0       | 0       |

| ODIs             | ODIs       | ODIs    | ODIs    | ODIs    | ODIs    | ODIs    | ODIs    | ODIs    |
| Batting          | Batting    | Batting | Batting | Batting | Batting | Batting | Batting | Batting |
| Spieler          | Mannschaft | Spiele  | Innings | Runs    | Average | HS      | 100s    | 50s     |
| ---------------- | ---------- | ------- | ------- | ------- | ------- | ------- | ------- | ------- |
| AB de Villiers   | Südafrika  | 4       | 4       | 175     | 58,33   | 92*     | 0       | 1       |
| Jacques Kallis   | Südafrika  | 4       | 3       | 168     | 84,00   | 119*    | 1       | 0       |
| MS Dhoni         | Indien     | 4       | 4       | 139     | 34,75   | 55      | 0       | 1       |
| Herschelle Gibbs | Südafrika  | 4       | 3       | 130     | 65,00   | 93*     | 0       | 1       |
| Justin Kemp      | Südafrika  | 4       | 3       | 108     | 54,00   | 100*    | 1       | 0       |
| Bowling          |            |         |         |         |         |         |         |         |
| Spieler          | Mannschaft | Spiele  | Overs   | Wickets | Average | BBI     | 5W      | 10W     |
| Shaun Pollock    | Südafrika  | 4       | 36      | 10      | 8,30    | 4/26    | 0       | 0       |
| Jacques Kallis   | Südafrika  | 4       | 30.1    | 7       | 18,42   | 3/3     | 0       | 0       |
| André Nel        | Südafrika  | 3       | 25      | 6       | 14,50   | 4/13    | 0       | 0       |
| Makhaya Ntini    | Südafrika  | 4       | 32      | 6       | 18,50   | 3/32    | 0       | 0       |
| Zaheer Khan      | Indien     | 4       | 33      | 6       | 29,83   | 3/42    | 0       | 0       |

| Twenty20         | Twenty20   | Twenty20 | Twenty20 | Twenty20 | Twenty20 | Twenty20 | Twenty20 | Twenty20 |
| Batting          | Batting    | Batting  | Batting  | Batting  | Batting  | Batting  | Batting  | Batting  |
| Spieler          | Mannschaft | Spiele   | Innings  | Runs     | Average  | HS       | 100s     | 50s      |
| ---------------- | ---------- | -------- | -------- | -------- | -------- | -------- | -------- | -------- |
| Dinesh Mongia    | Indien     | 1        | 1        | 38       | 38,00    | 38       | 0        | 0        |
| Virender Sehwag  | Indien     | 1        | 1        | 34       | 34,00    | 34       | 0        | 0        |
| Dinesh Karthik   | Indien     | 1        | 1        | 31       |          | 31*      | 0        | 0        |
| Albie Morkel     | Südafrika  | 1        | 1        | 27       | 27,00    | 27       | 0        | 0        |
| Justin Kemp      | Südafrika  | 1        | 1        | 22       | 22,00    | 22       | 0        | 0        |
| Bowling          |            |          |          |          |          |          |          |          |
| Spieler          | Mannschaft | Spiele   | Overs    | Wickets  | Average  | BBI      | 5W       | 10W      |
| Ajit Agarkar     | Indien     | 1        | 2.3      | 2        | 5,00     | 2/10     | 0        | 0        |
| Zaheer Khan      | Indien     | 1        | 4        | 2        | 7,50     | 2/15     | 0        | 0        |
| Charl Langeveldt | Südafrika  | 1        | 4        | 2        | 10,00    | 2/20     | 0        | 0        |
| Robin Peterson   | Südafrika  | 1        | 1.5      | 1        | 11,00    | 1/11     | 0        | 0        |
| Sachin Tendulkar | Indien     | 1        | 2.3      | 1        | 12,00    | 1/12     | 0        | 0        |
| Harbhajan Singh  | Indien     | 1        | 3        | 1        | 22,00    | 1/22     | 0        | 0        |
| Sreesanth        | Indien     | 1        | 4        | 1        | 33,00    | 1/33     | 0        | 0        |

## Player of the Series
Als Player of the Series wurden die folgenden Spieler ausgezeichnet.
| Serie | Player of the Series |
| ----- | -------------------- |
| Test  | Shaun Pollock        |
| ODI   | Shaun Pollock        |

### Player of the Match
Als Player of the Match wurden die folgenden Spieler ausgezeichnet.
| Spiel   | Player of the Match |
| ------- | ------------------- |
| 2. ODI  | Jacques Kallis      |
| 3. ODI  | Justin Kemp         |
| 4. ODI  | Herschelle Gibbs    |
| 5. ODI  | Shaun Pollock       |
| 1. T20  | Dinesh Karthik      |
| 1. Test | Sreesanth           |
| 2. Test | Makhaya Ntini       |
| 3. Test | Graeme Smith        |